# Михайлівка (Дністровський район)
Миха́йлівка — село у Лівинецькій сільській громаді Дністровського району Чернівецької області України.

## Населення
Згідно з переписом УРСР 1989 року чисельність наявного населення села становила 592 особи, з яких 255 чоловіків та 337 жінок.
За переписом населення України 2001 року в селі мешкало 568 осіб.

### Мова
Розподіл населення за рідною мовою за даними перепису 2001 року:
| Мова       | Відсоток |
| ---------- | -------- |
| українська | 98,06 %  |
| російська  | 1,58 %   |
| молдовська | 0,35 %   |

## Посилання

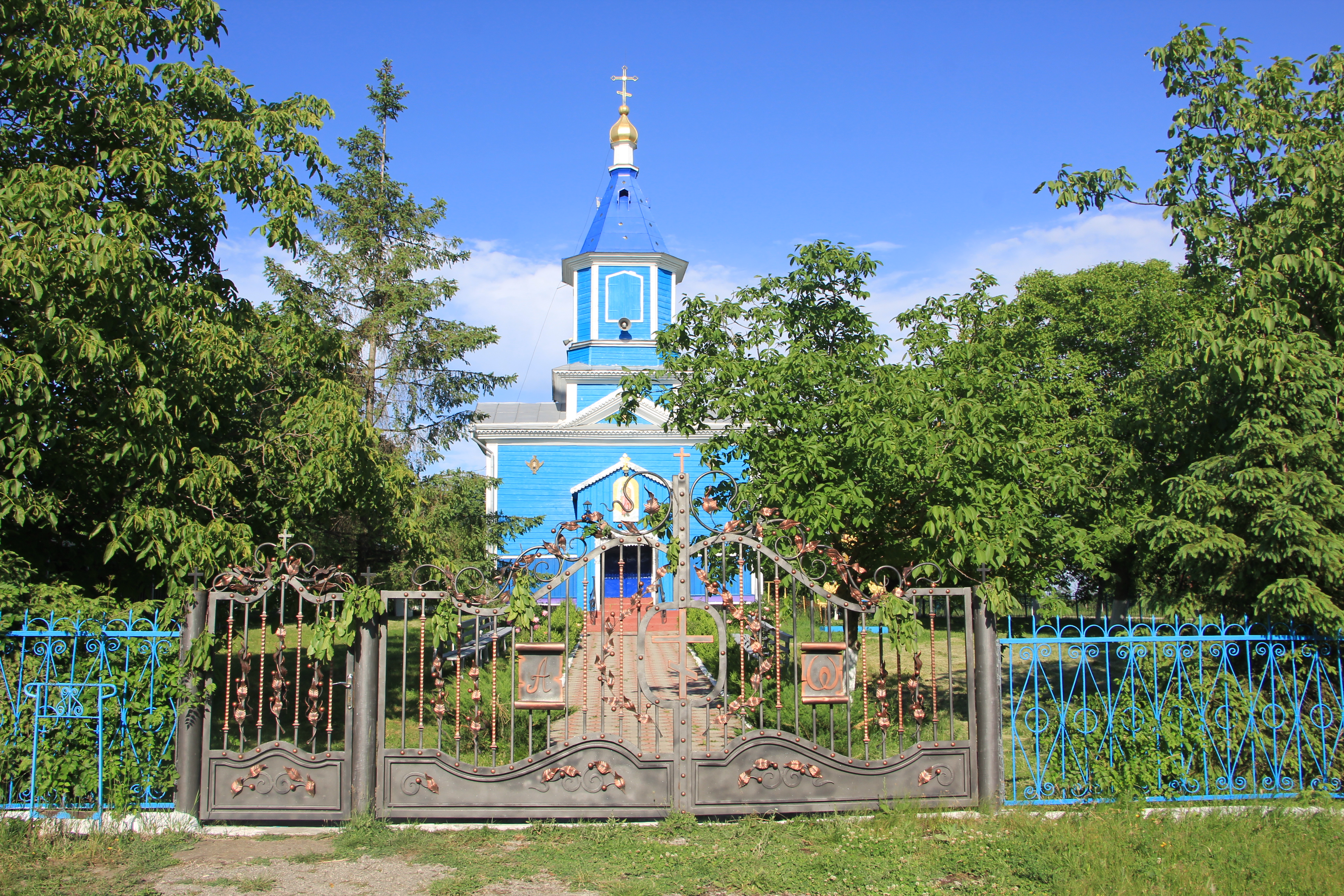
Церква Св. Арх. Михайла 1908 с. Михайлівка
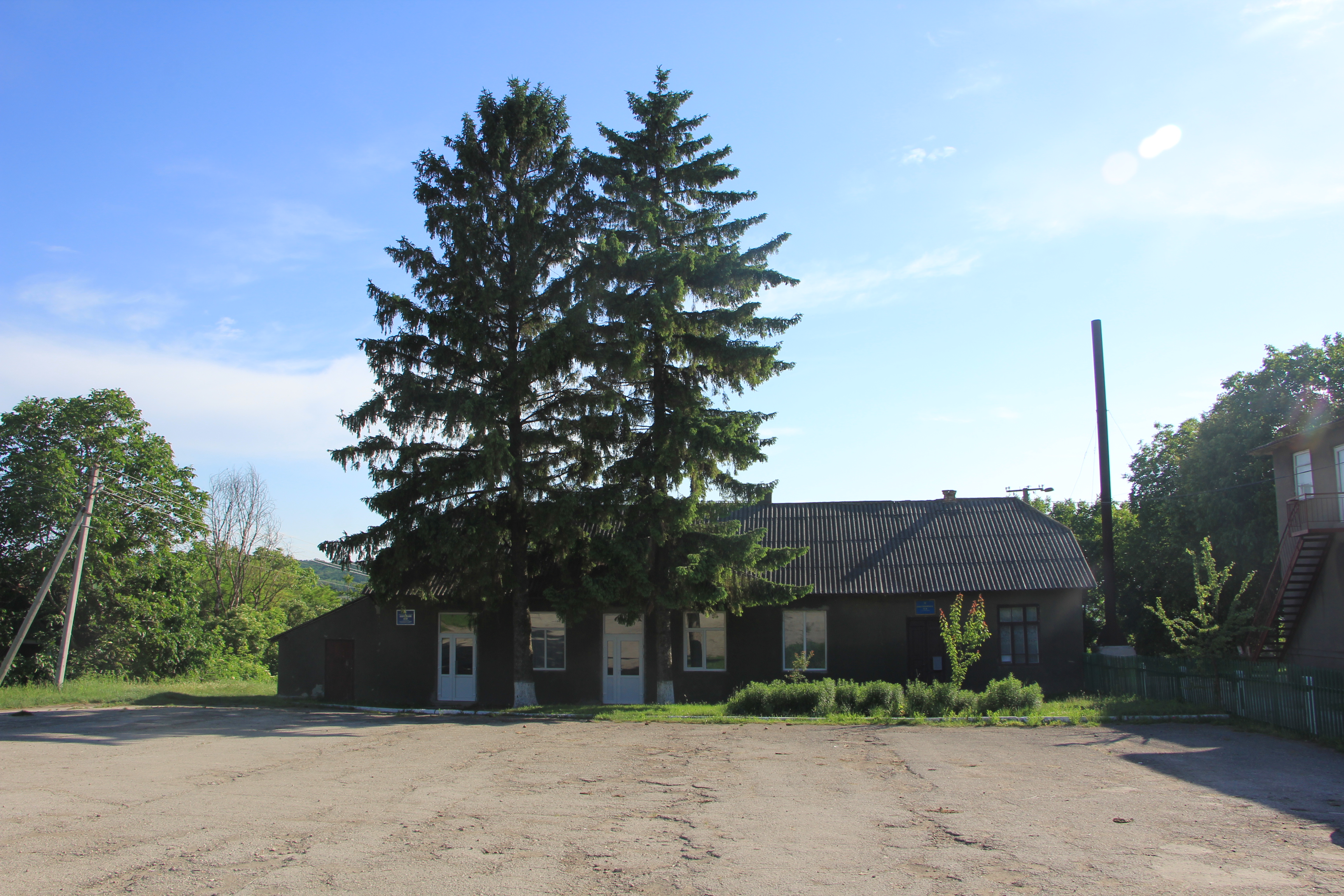
Сільська рада
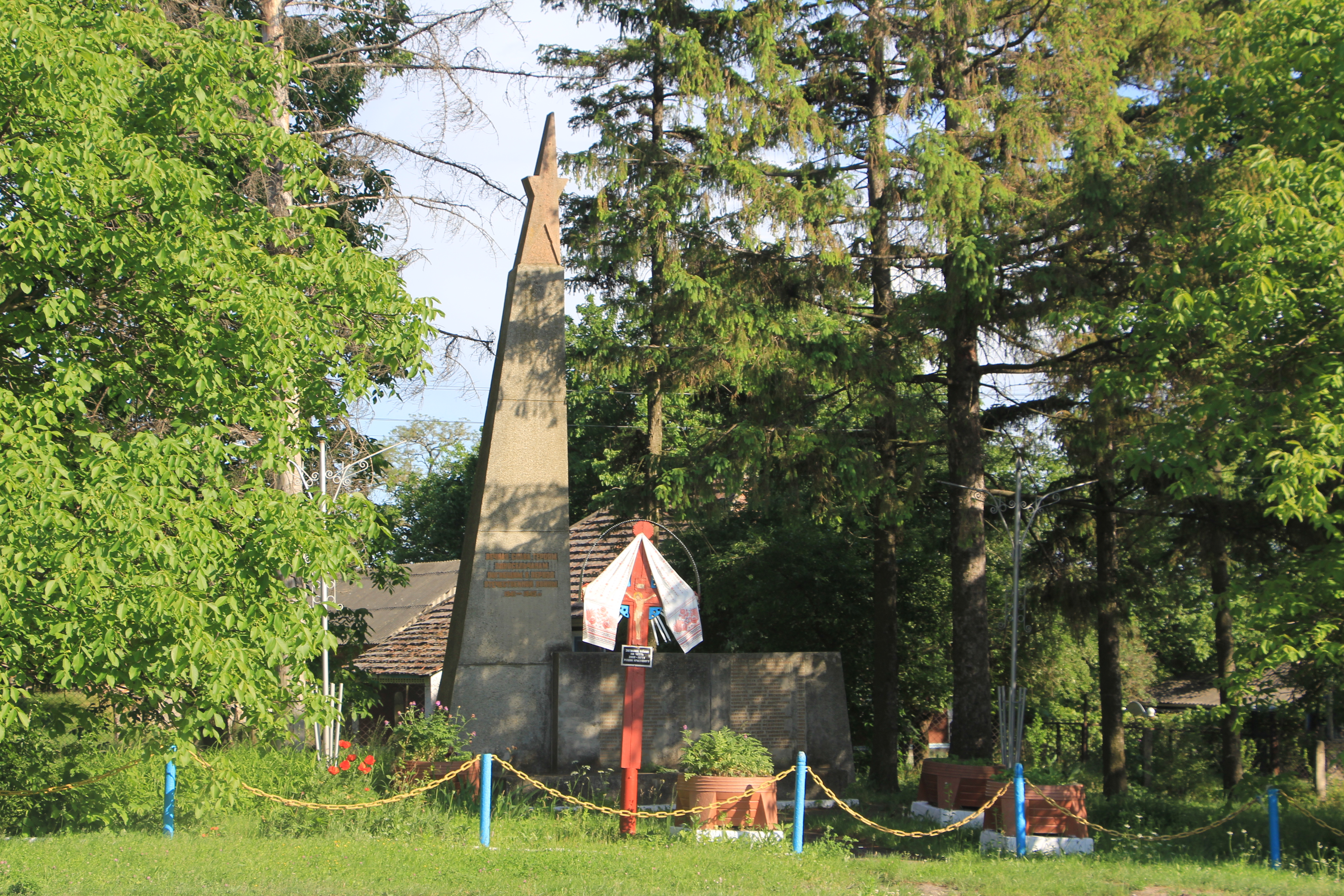
Радянський пам'ятник
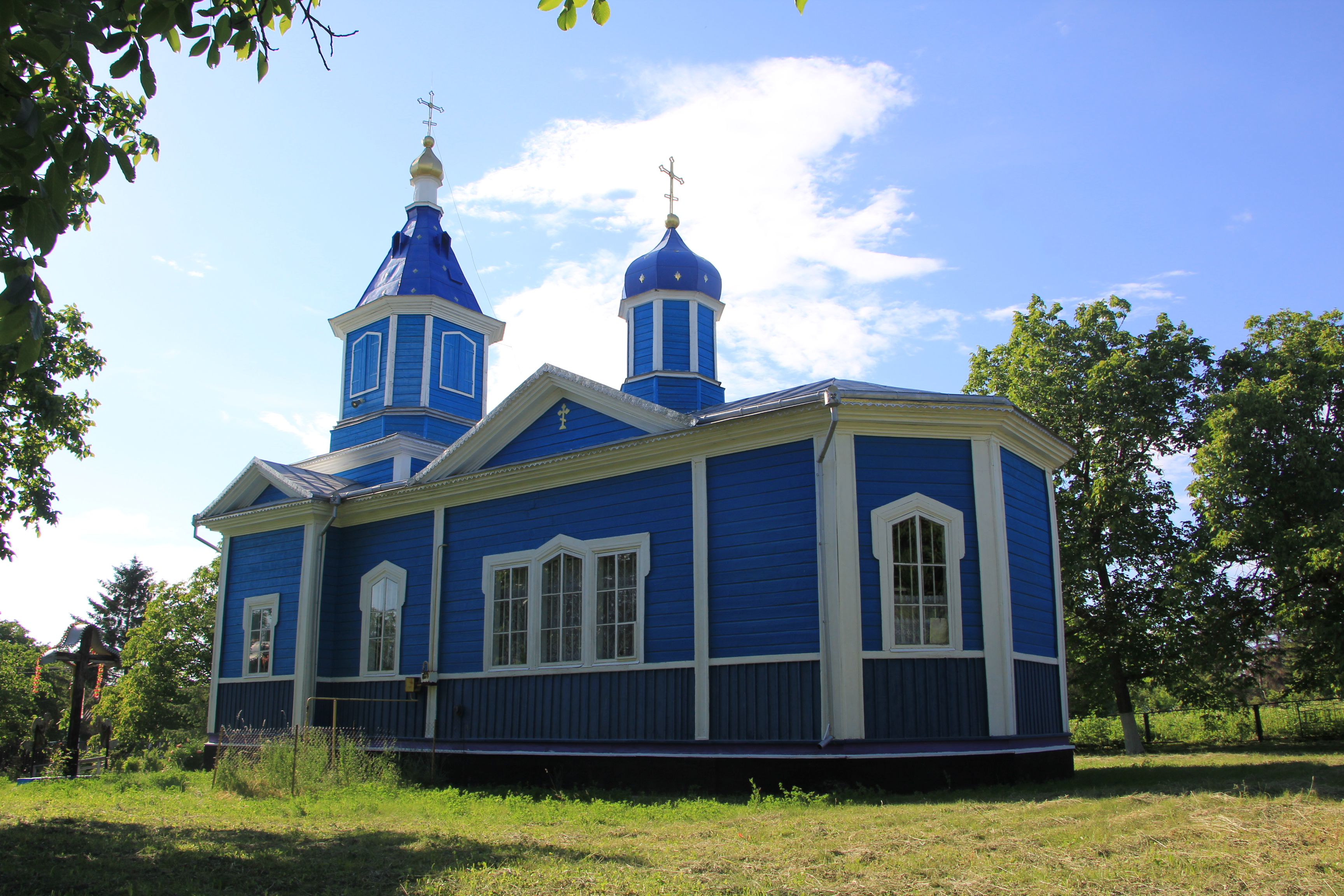
Церква Св. Арх. Михайла 1908 с. Михайлівка

## Відомі люди
- Лучик Василь Вікторович